# Baie-de-Henne
Baie-de-Henne, in creolo haitiano Be de Hèn, è un comune di Haiti facente parte dell'arrondissement di Môle-Saint-Nicolas nel dipartimento del Nordovest.